# Єжевниця (Поморське воєводство)
Єжевниця (пол. Jeżewnica, нім. Cronfelde) — село в Польщі, у гміні Осек Староґардського повіту Поморського воєводства.
Населення — 125 осіб (2011).
У 1975-1998 роках село належало до Гданського воєводства.

## Демографія
Демографічна структура станом на 31 березня 2011 року:
|          | Загалом | Допрацездатний вік | Працездатний вік | Постпрацездатний вік |
| -------- | ------- | ------------------ | ---------------- | -------------------- |
| Чоловіки | 63      | 16                 | 41               | 6                    |
| Жінки    | 62      | 18                 | 33               | 11                   |
| Разом    | 125     | 34                 | 74               | 17                   |